# مارتيناس أندريوشكفيتشيوس
مارتيناس أندريوشكفيتشيوس (بالليتوانية: Martynas Andriuškevičius)‏ مواليد 12 مارس 1986 في كاوناس، الجمهورية الليتوانية السوفيتية الاشتراكية، هو لاعب كرة سلة ليتواني معتزل بدأ مسيرته الاحترافية في سنة 2003 حيث تم اختياره من قبل فريق أورلاندو ماجيك خلال الدرافت لعب في الدوري السلوفيني لكرة السلة كلاعب وسط وحمل الرقم 11. يبلغ طوله 7 قدم 2 بوصة (2.2 م).

## فرق لعب لها
- زالغيريس لكرة السلة
- كليفلاند كافالييرز

## إحصائيات المسيرة

### الموسم الاعتيادي
| السنة   | الفريق             | لعب | بدأ | دقيقة | ميداني% | ثلاثية | حرة  | ارتداد | صنع | استلاب | تصدي | نقطة |
| ------- | ------------------ | --- | --- | ----- | ------- | ------ | ---- | ------ | --- | ------ | ---- | ---- |
| 2005–06 | كليفلاند كافالييرز | 6   | 0   | 1.5   | .000    | .000   | .000 | .7     | .0  | .3     | .0   | .0   |
| المسيرة |                    | 6   | 0   | 1.5   | .000    | .000   | .000 | .7     | .0  | .3     | .0   | .0   |

## روابط خارجية
- مارتيناس أندريوشكفيتشيوس على موقع الاتحاد الدولي لكرة السلة (الإنجليزية)
- مارتيناس أندريوشكفيتشيوس على موقع الدوري الأوروبي لكرة السلة (الإنجليزية)
- مارتيناس أندريوشكفيتشيوس على موقع إن بي أي (الإنجليزية)
- مارتيناس أندريوشكفيتشيوس على موقع سبورتس رفرنس (الإنجليزية)
- مارتيناس أندريوشكفيتشيوس على موقع الدوري الإسباني لكرة السلة (الإسبانية)
- مارتيناس أندريوشكفيتشيوس على موقع كرة السلة الأوروبية.كوم (الإنجليزية)
- مارتيناس أندريوشكفيتشيوس على موقع ريلجم (الإنجليزية)
- مارتيناس أندريوشكفيتشيوس على موقع بروبوليرز (الإنجليزية)
- مارتيناس أندريوشكفيتشيوس على موقع سبورتس رفرنس (الإنجليزية)
- مارتيناس أندريوشكفيتشيوس على موقع سبورتس رفرنس (الإنجليزية)